# Shinpa
Shinpa (新派?) o shimpa es una forma moderna de teatro japonés que generalmente presenta historias melodramáticas, en contraste con el estilo kabuki más tradicional. Comenzó en la década de 1880 y luego se extendió al cine.

## Forma de arte
Los historiadores del teatro han caracterizado al shinpa como un movimiento de transición, estrechamente asociado con la restauración Meiji, cuya razón principal fue el rechazo de los «viejos» valores en favor de material que atrajera a una clase media urbana parcialmente occidentalizada que aún mantenía algunos hábitos tradicionales de pensamiento. Algunas de las innovaciones asociadas con el shinpa incluyeron tiempos de actuación más cortos, la reintroducción de intérpretes femeninas en el escenario, la abolición de las casas de té que anteriormente controlaban la venta de entradas y la frecuente adaptación de clásicos occidentales, como las obras de Shakespeare y El conde de Montecristo.
Con el tiempo se ganó el nombre de shinpa (que literalmente significa «nueva escuela») para contrastarlo con kyūha («vieja escuela» o kabuki) debido a sus historias más contemporáneas y realistas. Las luchas sociales y políticas se convirtieron en nuevos temas dramáticos, al igual que los eventos patrióticos. Estéticamente, las actuaciones de shinpa se distinguían por auditorios oscuros, áreas de orquesta y cambios de escenario, y una elaborada iluminación del escenario.

## Historia
Las raíces del teatro shinpa se remontan a una forma de teatro de propaganda de agitación en la década de 1880 promovida por los miembros del Partido Liberal, Sadanori Sudō y Otojirō Kawakami.  Después de la disolución del Partido Liberal en 1884, Sudō se convirtió en miembro fundador de la Dainippon geigeki kyōfūkai («Gran sociedad japonesa para la reforma del teatro») como un medio de oposición contra el gobierno conservador, pero su impacto fue solo modesto. Kawakami formó su propia compañía de teatro en 1891 y tuvo su mayor éxito con la obra patriótica Kawakami Otojirō semchi kenbunki («Kawakami Otojirō informa desde el campo de batalla»), que trataba sobre la victoria de Japón en la primera guerra sino-japonesa. A partir de 1903, Kawakami y su esposa Yakko Sada, quienes ya habían aparecido previamente en el escenario en Europa, presentaron obras de Shakespeare, Maurice Maeterlinck y Victorien Sardou al público japonés.
Como forma teatral, el shinpa tuvo su mayor éxito a principios del siglo XX, cuando las obras de novelistas como Kyōka Izumi, Kōyō Ozaki y Tokutomi Roka fueron adaptadas para el escenario. Los grupos notables fueron el Seibikan, el Seibidan, el Isamiengeki y el Hongōza, y actores como Yōhō Ii, Minoru Takada y Rokurō Kitamura alcanzaron fama y dieron forma al nuevo movimiento. Aunque duró poco, la compañía Seibidan tuvo éxito con una forma más conservadora, más cercana al kabuki que al posterior shingeki ("nuevo drama"), debido a su uso continuo de onnagata y música fuera del escenario.
En el escenario, el teatro shinpa tuvo menos éxito después de la era Taishō, pero dramaturgos como Matsutarō Kawaguchi, actrices como Yaeko Mizutani y actores como Kitamura y Shōtarō Hanayagi ayudaron a mantener viva esta forma de teatro. El shinpa también tuvo influencia en el teatro coreano moderno a través del género shinp'a (신파).

## En el cine

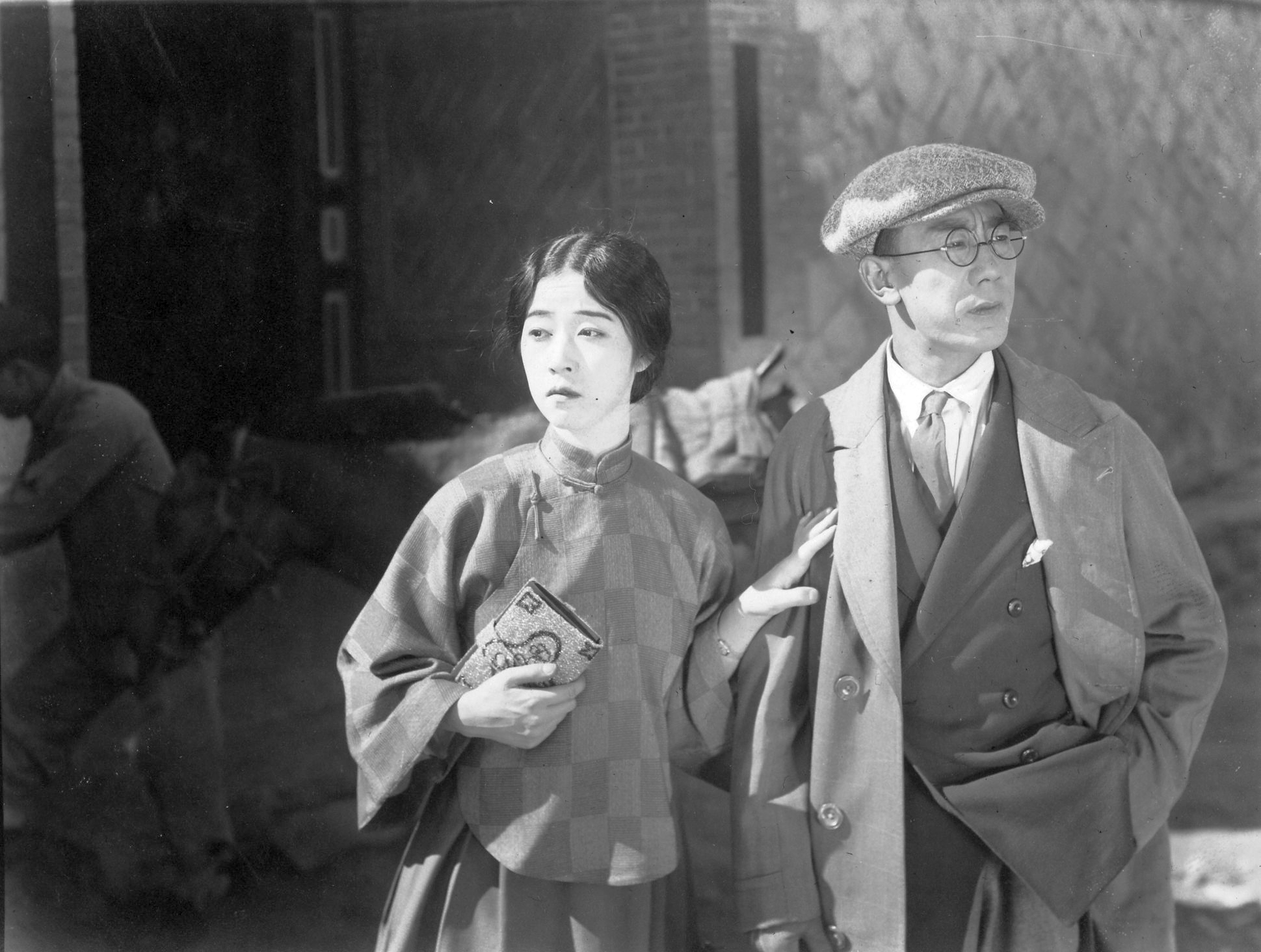
Yukiko Tsukuba y Masao Inoue en Minzoku no sakebi (1928), ambos actores participaron en varias películas Shinpa

Con la introducción del cine en Japón, el teatro shinpa se convirtió en uno de los primeros géneros cinematográficos en oposición a las películas kyūha, ya que muchas películas se basaban en obras shinpa. Algunos actores de teatro shinpa como Masao Inoue estuvieron muy involucrados en el cine, y apareció una forma llamada rensageki («drama en cadena») que mezclaba cine (para escenas en exteriores) y teatro en el escenario (para escenas en interiores).
Con el surgimiento del Movimiento de Cine Puro reformista en la década de 1910, que criticaba fuertemente las películas shinpa por sus historias excesivamente melodramáticas de mujeres que sufrían las restricciones de clase y los prejuicios sociales, las películas sobre temas contemporáneos finalmente fueron conocidas como gendaigeki en oposición a jidaigeki históricos en la década de 1920, aunque las historias shinpa continuaron siendo llevadas al cine durante las décadas siguientes.

## Véanse también
- Teatro japonés
- Cine de Japón